# Erk
Erk is een plaats (község) en gemeente in het Hongaarse comitaat Heves. Erk telt 832 inwoners (2002).